# Нумерий Фабий Пиктор
Нумерий Фабий Пиктор (на латински: Numerius Fabius Pictor) e политик на Римската република през 3 век пр.н.е.
Вероятно е син на художника Гай Фабий Пиктор и по-малкият брат на Гай Фабий Пиктор (консул 269 пр.н.е.).
През 273 пр.н.е. Нумерий е в делегацията, водена от Квинт Фабий Максим Гург (консул 292 пр.н.е.), до египетския цар Птолемей II. През 266 пр.н.е. той е консул с Децим Юний Пера. Двамата получават два пъти триумф  за победите им против сарсинатите и след това против салентините и месапите.